# 福音派圣乌尔利希堂
福音派圣乌尔利希堂（Evangelische St.-Ulrichs-Kirche）是德国奥格斯堡的一座新教教堂，紧邻天主教的圣乌尔利希圣亚勿拉圣殿。这两个礼拜场所彼此呈直角，一大一小，形成独一无二的建筑合奏。其堂区还包括圣灵医院（Heilig-Geist-Spital）的圣灵小堂（Heilig-Geist-Kapelle）。

## 历史
1526年，该堂交给新教徒作为堂区教堂。
第二次世界大战期间，这座教堂基本上完好无损。

## 建筑
该堂呈南北方向布置。从乌尔利希广场（Ulrichsplatz）有楼梯通向教堂北面主立面的入口。这个巴洛克立面有荷兰山墙，和一个小洋葱形圆顶，建于1709-1710年，模仿了福音派圣十字堂（Evangelische Heilig-Kreuz-Kirche）。